# كلارنس أولدفيلد
كلارنس أولدفيلد (بالإنجليزية: Clarence Oldfield)‏ هو منافس ألعاب قوى جنوب أفريقي، ولد في 27 نوفمبر 1899 في ديربان في جنوب أفريقيا، وتوفي بنفس المكان في 14 ديسمبر 1981.

## وصلات خارجية
- كلارنس أولدفيلد على موقع أوليمبيديا (الإنجليزية)